# 帕拉纳帕内马
帕拉纳帕内马是巴西圣保罗州的一个市镇。总面积1019.841平方公里，总人口17752人，人口密度17.4人/平方公里。